# Estadio Alberto Grisales
Das Estadio Alberto Grisales ist ein Fußballstadion in der kolumbianischen Stadt Rionegro. Es bietet Platz für 14.000 Zuschauer und dient dem kolumbianischen Erstligisten Rionegro Águilas seit 2015 als Heimstätte. 

## Geschichte
| Estadio Alberto Grisales |

| Lokalisierung von Antioquia in Kolumbien |

Das Estadio Alberto Grisales war von 1991 bis 2013 Heimstadion des Zweitligisten Deportivo Rionegro, ein langjähriger Zweitligist. Deportivo Rionegro wurde mittlerweile in Leones FC umbenannt und spielt nach Stationen in Bello, Turbo und Envigado jetzt in Itagüí.
Eine umfassende Modernisierung des Stadions erfolgte 2009 vor den Südamerikaspielen 2010 in Medellín, bei denen einige Wettbewerbe im Stadion in Rionegro ausgetragen wurden.
Seit 2015 spielt der Verein Rionegro Águilas (auch als Águilas Doradas bekannt) in Rionegro. Der Verein war vorher als Itagüí FC in Itagüí angesiedelt und danach als Águilas Pereira in Pereira. Der Umzug nach Rionegro bedeutet die Rückkehr nach Antioquia.
Zur Spielzeit 2016 wurde der vorher vorhandene Kunstrasen gegen Naturrasen getauscht und zudem die Tribünen neu gestrichen. Der Umbau wurde in nur einem Monat vollzogen.